# Kabiszki Wielkie
Kabiszki Wielkie (lit. Didžiosios Kabiškės) – wieś na Litwie, w okręgu wileńskim, w rejonie wileńskim, w gminie Niemenczyn.

## Historia
W XIX i w początkach XX w. położone były w Rosji, w guberni wileńskiej, w powiecie wileńskim. Po I wojnie światowej pod administracją polską, w Zarządzie Cywilnym Ziem Wschodnich. W latach 1920–1922 w składzie Litwy Środkowej.
Od 11 kwietnia 1922 leżały w Polsce, w województwie wileńskim, w powiecie wileńsko-trockim, w gminie Niemenczyn. W 1931 miejscowość liczyła 69 mieszkańców, zamieszkałych w 13 budynkach.
Po II wojnie światowej w granicach Związku Sowieckiego. Od 1991 na niepodległej Litwie.

## Kabiszki Wielkie w kulturze
W Kabiszkach Wielkich kręcono sceny ewakuacji ludności dla miniserialu Czarnobyl. Wieś została wybrana, gdyż stanowi typowe sowieckie osiedle, którego architektura odpowiada miejscowościom istniejącym wokół Czarnobyla. Atutem były również ruiny dawnej kołchozowej stołówki.